# Ibarrola
Ibarrola  (en francès i oficialment Ibarrolle), és un municipi de la Nafarroa Beherea (Baixa Navarra), un dels set territoris que formen Euskal Herria, al departament dels Pirineus Atlàntics i a la regió de la Nova Aquitània. Limita amb les comunes de Larzabale-Arroze-Zibitze al nord, Bunuze a l'est, Gamarte a l'oest, Donaixti-Ibarre al sud-est, Duzunaritze-Sarasketa al sud-oest, i Hozta al sud.

## Demografia
| 1901 | 1962 | 1968 | 1975 | 1982 | 1990 | 1999 |
| --- | ---- | ---- | ---- | ---- | ---- | ---- |
| 178 | 116  | 110  | 101  | 91   | 92   | 88   |
| A partir de 1962, el cens té en compte la població resident definida com a "Population sans doubles comptes" per l'INSEE |      |      |      |      |      |      |